# Liste der Großsteingräber in Norwegen
Die Liste der Großsteingräber in Norwegen umfasst alle bekannten Großsteingräber auf dem Staatsgebiet Norwegens.

## Liste der Gräber

### Erhaltene Gräber
| Grab                                           | Ort                 | Provinz  | Typ    | Anmerkungen                        | Bild                 |
| ---------------------------------------------- | ------------------- | -------- | ------ | ---------------------------------- | -------------------- |
| Großsteingrab Holmsbu 1 (Dolmen von Rødtangen) | Hurum, OT Rødtangen | Akershus | Dolmen | nördlichstes Großsteingrab Europas | Dolmen von Rødtangen |

### Umgesetzte Gräber
| Grab                                          | Ort                    | Provinz | Typ    | Anmerkungen                                                       | Bild |
| --------------------------------------------- | ---------------------- | ------- | ------ | ----------------------------------------------------------------- | ---- |
| Großsteingrab Skjeberg (Dolmen von Skjeltorp) | Sarpsborg, OT Skjeberg | Østfold | Dolmen | 1942 rekonstruiert, um 200 m vom ursprünglichen Standort versetzt |      |

### Zerstörte Gräber
| Grab                    | Ort                 | Provinz  | Typ    | Anmerkungen | Bild |
| ----------------------- | ------------------- | -------- | ------ | ----------- | ---- |
| Großsteingrab Holmsbu 2 | Hurum, OT Rødtangen | Akershus | Dolmen |             |      |
| Großsteingrab Holmsbu 3 | Hurum, OT Rødtangen | Akershus | Dolmen |             |      |
| Großsteingrab Holmsbu 4 | Hurum, OT Rødtangen | Akershus | Dolmen |             |      |